# Бількевич Іван Кіндратович
Більке́вич Іван Кіндратович (Бялькевіч Іван Кандратавіч; нар. 22 лютого (6 березня) 1883, с. Веска Вороничі, Слонімського повіту, Гродненської губернії, Литовське генерал-губернаторство, нині Гродненської області, Білорусь — 18 жовтня 1960, ?) — білоруський мовознавець.

## Біографія
Закінчив Свіслоцьку учительську семінарію (1909). 1915 евакуйований у Саратовську губернію 1919 повернувся на батьківщину. Працював завідувачем Вороницької білоруської школи, інспектором білоруських шкіл Слонімського повіту Від серпня 1920 — завідувач білоруського відділу Наркомату освіти Білоруської РСР.
Закінчив Білоруський університет (1925). Директор педагогічного технікуму м. Мсціслав. 1927 переїхав доМінська. Секретар відділу гуманітарних наук Інституту білоруської культури; науковий співробітник у Словниковій комісії.
1930 звинувачений у націоналізмі й висланий за межі Білорусі. 4 роки працював техніком-нормувальником на лісосплаві (м. Йошкар-Ола, Марій. АРСР). Від 1935 у Азово-Чорноморському краї викладав російську мову й літературу в Натальївській середній школі, школах м. Маріуполя. 1948—1955 — завідувач наукової частини «Азовстальбуду», 1955—1958 — інженер-методист Маріупольського філіалу Донецького вечірнього будівельного технікуму. Дозволу повернутися до Білорусі не отримав.
У 20-х рр. виступав зі статтями з питань культури білоруської літературної мови, з рецензіями на мовознавчі праці. Брав участь у роботі Академічної конференції стосовно реформи Білоруського правопису та абетки (1926).
Найвизначніше наукове досягнення — «Краёвы слоўнік усходняй Магілёўшчыны» (Мінськ, 1970, у співавторстві); працював над ним за дорученням Інституту білоруської культури від кінця 1925. Найповніше зібрання східнобілоруської лексики. Словник ілюструє лексику живої народної мови (близько 20 тисяч вузькорегіональних власне білоруських лексем). Слова подано за алфавітом з урахуванням місцевої вимови, тлумаченням, літературними відповідниками. Кожна лексема ілюстрована прикладом зв'язного тексту із зазначенням населеного пункту, в якому записано. Вказано також частину мови, форму родового відмінка однини, фонетичні варіанти слів (витримані непослідовно). Поряд із традиційними подано нові назви з різних сфер людської діяльності — побутової, громадської, суспільної, сільськогосподарської, ремісничої, промислової тощо. У реєстр додано особові та географічні назви. Добре висвітлено народні ботанічні, зоологічні й метеорологічні найменування. Однак відсутні етимологічні довідки в запозичених словах, які у говорах змінили свій первісний фонетичний і граматичний зміст. Наведено словотворчі варіанти (суфіксальні та складні слова), зареєстровано зменшено-пестливі форми. У реєстровій та ілюстративній частинах представлена діалектна фразеологія. Ця праця має велике значення для укладення зведеного словника білоруських народних говірок, білоруського історичного словника, а також білоруської літературної мови та загальнослов'янського лінгвістичного атласу. Це джерело відомостей про звуковий і граматичний склад східнобілоруських говорів: послідовно простежується дисиміметивний характер ненаголошеного вокалізму, редукція голосних «а» < «о», «е», лабіалізація «а» < «о», асиміметивна м'якість приголосних, співіснування в одній і тій самій позиції твердого і м'якого «р» тощо; багато типового для східнобілоруських говірок морфологічного матеріалу.

## Праці
- Выступленні на Акадэмічнай канферэнцыі на рэформе беларускага правапісу і азбукі // Працы Акадэмічнае канферэнцыі па рэформе беларускага правапісу і азбукі. Мінск, 1927;
- Слоўнік граматычна-лінгвістычны // Узвышша. 1928. № 2(8).